# Artur Pătraș
Artur Pătraș (ur. 1 października 1988 w Kiszyniowie) – mołdawski piłkarz występujący na pozycji pomocnika, reprezentant Mołdawii w latach 2011−2020.

## Sukcesy
Milsami Orgiejów
- mistrzostwo Mołdawii: 2014/15
- Superpuchar Mołdawii: 2019

Sheriff Tyraspol
- mistrzostwo Mołdawii: 2015/16